# Decinea
Decinea is een geslacht van vlinders van de familie dikkopjes (Hesperiidae), uit de onderfamilie Hesperiinae.

## Soorten
- D. dama (Herrich-Schäffer, 1869)
- D. decinea (Hewitson, 1876)
- D. lucifer (Hübner, 1831)
- D. mammaea (Hewitson, 1876)
- D. milesi (Weeks, 1901)
- D. mustea Freeman, 1979
- D. neroides (Herrich-Schäffer, 1867)
- D. percosius (Godman, 1900)
- D. rindgei Freeman, 1968
- D. zapota Evans, 1955